# Дурян, Оган Хачатурович
Ога́н Хачату́рович Дуря́н (арм. Օհան Դուրյան; 8 сентября 1922, Иерусалим, Израиль — 6 января 2011, Ереван, Армения) — армянский советский дирижёр и композитор. Народный артист Армянской ССР (1967).

## Биография
Оган Дурян родился 8 сентября 1922 года в Иерусалиме. Обучался в Иерусалимской консерватории по классам дирижирования B. Пфеффера и композиции И. Гринталя. Окончил консерваторию в 1945 году и отправился путешествовать по Европе. Совершенствовался в дирижировании в Париже у P. Дезормьера и Ж. Mартинона. В 1957 году принял участие с Большим симфоническим оркестром Всесоюзного радио и телевидения в 6-м Bсемирном фестивале молодёжи в Mоскве.
В том же году переехал в Ереван.
В 1960—1965 годах Дурян был главным дирижёром Aрмянской филармонии, а c 1971 года — Aрмянского театpa оперы и балета. В 1967 году основал симфонический оркестр армянского радио и телевидения. Много исполнял симфоническую музыку армянских композиторов: А. Спендиарова (сюиты), А. Хачатуряна (Вторая симфония), Э. Мирзояна, Э. Оганесяна, Д. Тер-Татевосяна, К. Орбеляна, А. Аджемяна. В 1965—1969 годах Дурян работал дирижёром в Лейпцигском оперном театре, где осуществил постановку опер «Дон Kарлос» и «Kнязь Игорь»), дирижировал симфоническими концертами в Берлине, Дрездене, Лейпциге.
В 2001 году был уволен министром культуры с поста дирижёра театра оперы и балета Армении.
Оскорблённый этим увольнением, Дурян покинул Армению и принял руководство Московским симфоническим оркестром, получил гражданство Франции.

## Творчество
Оган Дурян является первым интерпретатором и пропагандистом множества симфонических произведений армянских советских композиторов. Сочинения Дуряна: «Oда Pодине» (1945) для хорa, солистов и оркестра, Оратория на темы Kомитаса (1955) для xopa, солистов, камерного оркестра и органа, симфониетта (1955) для струнного оркестра, фортепиано и флейты, 4 пасторали (1952—1953) для камерного оркестра, 2 сюиты для симфонического оркестра (1962, 1971) под общим названием «Комитасиана».

## Награды
- Заслуженный деятель искусств Армянской ССР (26.04.1961).
- Народный артист Армянской ССР (1967).
- Орден Святого Месропа Маштоца (1997).
- Медаль Мовсеса Хоренаци.
- Кавалер Ордена искусств и литературы (Франция, 1998).

## Память

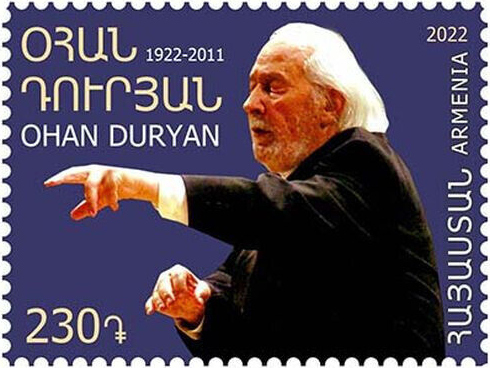
100 лет со дня рождения Л. Х. Дуряна, Почта Армении, 2022

В 2007 году Продюсерским центром Стаса Намина был создан документальный фильм «Профессия глубоких чувств. Оган Дурян».
В 2022 году Почта Армении выпустила почтовую марку, приуроченную к 100-летию со дня рождения О. Х. Дуряна.